# Canaglia dorata
Canaglia dorata è un film muto italiano del 1921 diretto da Achille Consalvi. 